# 木賊山 (山鉾)

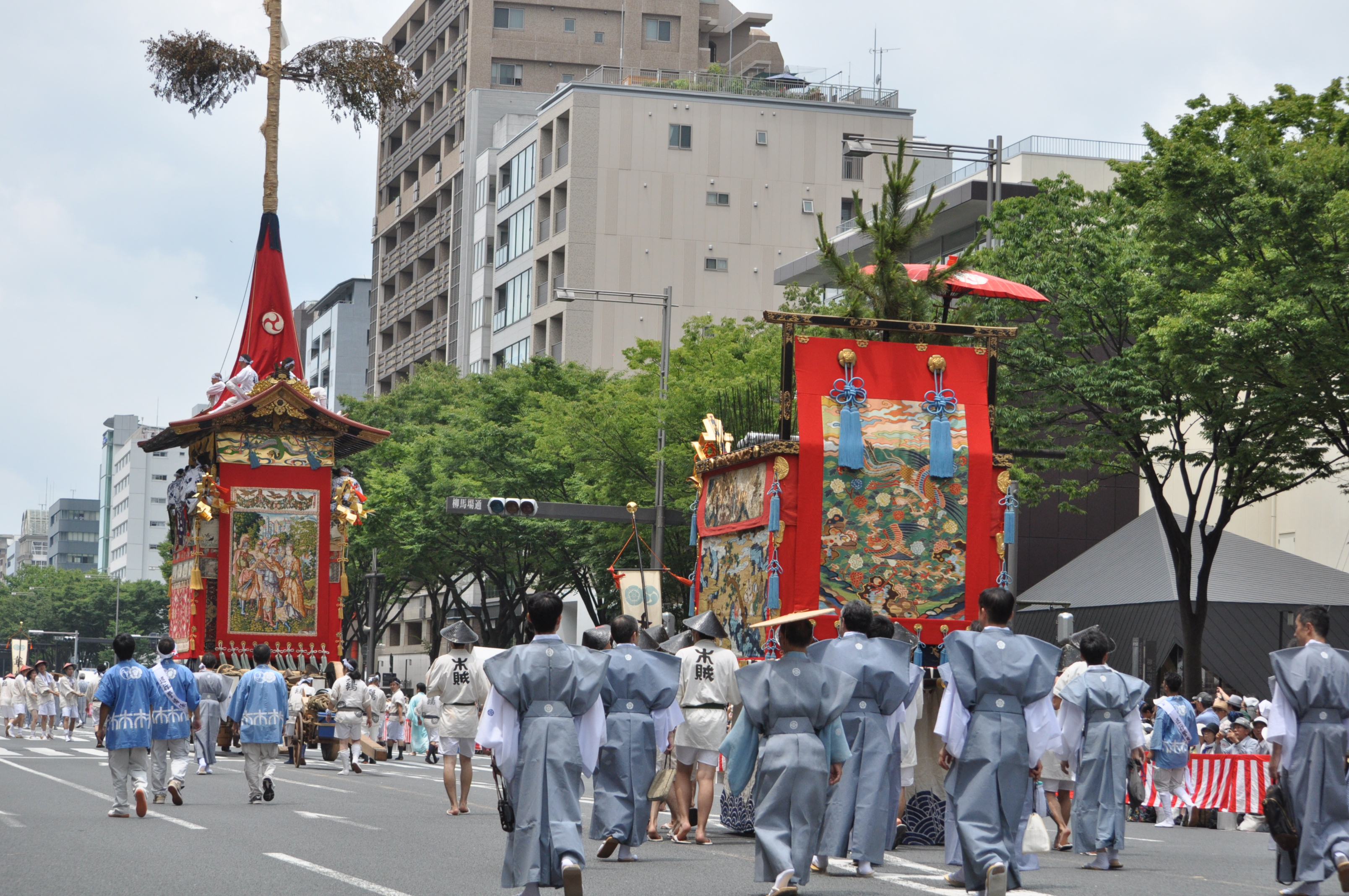
木賊山（2017年7月17日撮影）

木賊山（とくさやま）は祇園祭先祭の山の一つ。下京区仏光寺西洞院西入ル木賊山町に位置する。

## 由来
生き別れになった親子の再会の物語である謡曲『木賊』に取材しており、拐われた子供を思い木賊を刈る父親の様子を模した人形を御神体として祀る。
なお木賊（砥草）は古くから研磨材として用いられた草で、秋を象徴するものとして和歌の題材にも用いられた（「木賊刈る」が秋の季語となっている）。